# Георги Холянов
Георги Холянов е български музикант, композитор и писател.

## Биография и творчество
Георги Холянов е роден на 10 юли 1946 година в град Пещера, в заможно арумънско овцевъдно семейство по произход от Грамоща, което по-късно е изселено в Ракитово, Пазарджишко.
Учи в училището за деца с нарушено зрение във Варна, и в Средното музикално училище в Пловдив като частен ученик. В периода 1976 – 1980 г. учи във Висшия музикален педагогически институт и завършва със специалност „Пеене“.
В периода 1975 – 1981 г. работи в културен дом „Аргир Стоилов“- Пловдив, където ръководи вокална група за естрадна музика.
От 1981 г. е преподавател по музика в Училището за деца с нарушено зрение „Луи Брайл“, София. Води детските вокални групи – „Усмивки“ и „Тийнс“.
Георги Холянов живее в София.

## Произведения

### Дискография
- Моята кукла Барби
- С баба на мач
- Барби винаги е с мен
- Без море живял ли си (2001)
- Магаренцето Влади (2004)
- Споко
- Гласове на радостта (2010)
- Да пеем с болка (2010)
- Във вихъра на танца (2011)
- Невъзможна любов (2014)

### Книги
- Пансионът – съдба или изповед (2014)